# Frozenbyte
Frozenbyte är ett finskt spelutvecklingsföretag. Företaget grundades 2001 och har i dagsläget runt 20 anställda. De har bland annat givit ut spelet Shadowgrounds.

## Utvecklade spel
- Shadowgrounds — (2005)
- Shadowgrounds Survivor — (2007)
- Trine — (2009)
- Trine 2 — (2011)
- Splot — (2012)
- Shadwen — (2016)
- Nine Parchments — (2017)